# 拉斯克 (北卡羅萊納州)
拉斯克（英語：Lasker）是一個位於美國北卡羅萊納州北安普頓縣的城鎮。

## 人口
根據2020年美國人口普查的數據，拉斯克的面積為2.90平方千米，皆為陸地。當地共有人口64人，而人口密度為每平方千米22人。